# Hyangyak Chipsŏng pang
Le Hyangyak Chipsŏng pang (hangeul : 향약제생집성방 ; hanja : 鄕藥齊生集成方) est un recueil de médecine publié en Corée au début de l'ère Joseon. Il est l'œuvre de Kwon Jung-hwa et de Kim Hee-sun. Il présente différentes maladies et leurs traitements. Il s'inspire de publications chinoises antérieures en proposant des plantes médicinales locales lorsque les plantes chinoises ne sont pas disponibles en Corée.
L'un des exemplaires a survécu et est classé trésor national n°1178.